# Moldavia all'Eurovision Song Contest
La Moldavia ha debuttato all'Eurovision Song Contest nel 2005, partecipando ininterrottamente per diciotto volte. Non ha mai vinto la competizione e il suo risultato migliore è un terzo posto, ottenuto nel 2017 dai SunStroke Project con Hey, Mamma!.
La nazione ha mancato la finale in 6 occasioni (2008, 2014, 2015, 2016, 2019 e 2024) e ha utilizzato sempre, fatta eccezione per il 2007, 2021 e 2022, il festival O melodie pentru Europa come metodo di selezione nazionale.
Nel 2025, per la prima volta dal suo debutto nel 2005, il paese si ritira dalla competizione.

## Storia

### Il debutto e gli anni 2000
La Moldavia debuttò all'Eurovision Song Contest 2005 di Kiev subito dopo l'ammissione dell'emittente radiotelevisiva TeleRadio Moldova (TRM) nell'Unione europea di radiodiffusione (UER). Per l'occasione l'emittente organizzò la prima edizione del O melodie pentru Europa (dal rumeno: una canzone per l'Europa) che premiò il gruppo moldavo Zdob și Zdub con il brano Boonika bate doba, classificatosi al 6º posto in finale.
Visto il successo dell'anno precedente l'emittente mantenne il format della selezione nazionale, che tuttavia vide un pareggio a tre per la vittoria. Non avendo formulato delle regole per risolvere la situazione l'emittente organizzò nuovamente la selezione, dalla quale si ritirarono però due dei tre vincitori (Geta Burlacu e Moldstar & Alexa). La selezione fu vinta da Arsenie Todiraș e Natalia Gordienko con Loca, che tuttavia non ebbe la stessa fortuna all'Eurovision 2006, classificandosi al 20º posto in finale.
Lo scarso risultato portò TRM ad annunciare la non partecipazione all'edizione successiva, poi smentito nei mesi successivi. Per motivi di tempo l'emittente fu costretta a selezionare tramite una giuria la cantante Natalia Barbu con Fight, che riuscì a qualificarsi per la finale portando alla nazione un 10º posto.
Nel 2008 la Moldavia tornò alla selezione nazionale, che manterrà anche per le partecipazioni successive, mandando il jazz di A Century of Love di Geta Burlacu, che però non si qualificò alla finale fermandosi al 12º posto.
Per l'Eurovision Song Contest 2009 la selezione premiò il nazionalismo, mandando Nelly Ciobanu con la sua Hora din Moldova, che riuscì a riportare il paese in finale con un 14º posto.

### Anni 2010: tra successo e declino
L'O melodie pentru Europa 2010 fu vinto dai SunStroke Project & Olia Tira con l'iconica Run Away, che nonostante lo scarso successo all'Eurovision 2010 (22º posto in finale) divenne un fenomeno del web.
Il 2011 vide il ritorno degli Zdob și Zdub, che questa volta portarono una canzone completamente in inglese, So Lucky, che raggiunge e manca di poco la top 10 e classificandosi al 12º posto.
L'anno successivo fu eletto come rappresentante Pasha Parfeny, che manca a sua volta la top 10 della finale con la sua Lǎutar, che rimase all'11º posto con un distacco di 16 punti dal 10º classificato, la Spagna di Pastora Soler.
Nel 2013 l'O melodie pentru Europa elesse la prima canzone esclusivamente in romeno ossia O mie di Aliona Moon, che si esibì all'Eurovision 2013 con Parfeny stesso raggiungendo nuovamente l'11º posto in finale.
Tra il 2014 e il 2016 l'emittente mantenne la selezione nazionale, che tuttavia non produsse grandi risultati, infatti la nazione non si qualificò per tre anni di fila alla finale, classificandosi rispettivamente al 16º (2014), 11º (2015) e 17º (2016) posto.
La svolta si ebbe nel 2017: con il ritorno dei SunStroke Project la Moldavia riuscì a collezionare il suo migliore risultato, entrando per la prima e unica volta nella top 3 della finale.
Il successo è continuato nel 2018 con la singolare esibizione dei DoReDos, che con la loro My Lucky Day riescono a mantenere il paese nella top 10.
All'Eurovision Song Contest 2019 invece Stay, di Anna Odobescu, manca di pochi punti la qualifica classificandosi 12ª nella seconda semifinale dell'evento.
Nel 2020 a vincere la selezione è stata Natalia Gordienko, questa volta come solista, con Prison; tuttavia l'evento è stato cancellato a causa della pandemia di COVID-19. Per l'edizione successiva TRM ha annunciato che lei avrebbe comunque avuto la possibilità di rappresentare la Moldavia all'Eurovision Song Contest 2021 con il brano Sugar, scritto a quattro mani con il cantante russo Filipp Kirkorov.

## Partecipazioni
- Primo posto
- Secondo posto
- Terzo posto
- Ultimo posto

| Anno                            | Artista                                      | Canzone           | Lingua            | Posizione           | Posizione           | Posizione                | Posizione                |
| Anno                            | Artista                                      | Canzone           | Lingua            | Finale              | Punti               | Semi                     | Punti                    |
| ------------------------------- | -------------------------------------------- | ----------------- | ----------------- | ------------------- | ------------------- | ------------------------ | ------------------------ |
| 2005                            | Zdob și Zdub                                 | Boonika bate doba | Inglese, rumeno   | 6º                  | 148                 | 2º                       | 207                      |
| 2006                            | Arsenium feat. Natalia Gordienko & Connect-R | Loca              | Inglese, spagnolo | 20º                 | 22                  | Top 11 l'anno precedente | Top 11 l'anno precedente |
| 2007                            | Natalia Barbu                                | Fight             | Inglese           | 10º                 | 109                 | 10º                      | 91                       |
| 2008                            | Geta Burlacu                                 | A Century of Love | Inglese           | Non qualificata     | Non qualificata     | 12º                      | 36                       |
| 2009                            | Nelly Ciobanu                                | Hora din Moldova  | Inglese, rumeno   | 14º                 | 69                  | 5º                       | 100                      |
| 2010                            | SunStroke Project & Olia Tira                | Run Away          | Inglese           | 22º                 | 27                  | 10º                      | 52                       |
| 2011                            | Zdob și Zdub                                 | So Lucky          | Inglese           | 12º                 | 97                  | 10º                      | 54                       |
| 2012                            | Pasha Parfeny                                | Lǎutar            | Inglese           | 11º                 | 81                  | 5º                       | 100                      |
| 2013                            | Aliona Moon                                  | O mie             | Rumeno            | 11º                 | 71                  | 4º                       | 95                       |
| 2014                            | Cristina Scarlat                             | Wild Soul         | Inglese           | Non qualificata     | Non qualificata     | 16º                      | 13                       |
| 2015                            | Eduard Romanjuta                             | I Want Your Love  | Inglese           | Non qualificata     | Non qualificata     | 11º                      | 41                       |
| 2016                            | Lidia Isac                                   | Falling Stars     | Inglese           | Non qualificata     | Non qualificata     | 17º                      | 33                       |
| 2017                            | SunStroke Project                            | Hey, Mamma!       | Inglese           | 3º                  | 374                 | 2º                       | 291                      |
| 2018                            | DoReDoS                                      | My Lucky Day      | Inglese           | 10º                 | 209                 | 3º                       | 235                      |
| 2019                            | Anna Odobescu                                | Stay              | Inglese           | Non qualificata     | Non qualificata     | 12º                      | 85                       |
| 2020                            | Natalia Gordienko                            | Prison            | Inglese           | Edizione cancellata | Edizione cancellata | Edizione cancellata      | Edizione cancellata      |
| 2021                            | Natalia Gordienko                            | Sugar             | Inglese           | 13º                 | 115                 | 7º                       | 179                      |
| 2022                            | Zdob și Zdub & Advahov Brothers              | Trenulețul        | Rumeno, inglese   | 7º                  | 253                 | 8º                       | 154                      |
| 2023                            | Pasha Parfeni                                | Soarele și Luna   | Rumeno            | 18º                 | 96                  | 5º                       | 109                      |
| 2024                            | Natalia Barbu                                | In the Middle     | Inglese           | Non qualificata     | Non qualificata     | 13º                      | 20                       |
| Nessuna partecipazione nel 2025 |                                              |                   |                   |                     |                     |                          |                          |

Note:
- Se un paese vince l'edizione precedente, non deve competere nelle semifinali nell'edizione successiva. Inoltre, dal 2004 al 2007, i primi dieci paesi che non erano membri dei Big 4 non dovevano competere nelle semifinali nell'edizione successiva. Se, ad esempio, Germania e Francia si collocavano tra i primi dieci, i paesi che si erano piazzati all'11º e al 12º posto avanzavano alla serata finale dell'edizione successiva insieme al resto della top 10.

## Statistiche di voto
Fino al 2024, le statistiche di voto della Moldavia sono state:
| # | Stato       | Punti |
| - | ----------- | ----- |
| 1 | Ucraina     | 193   |
| 2 | Romania     | 159   |
| 3 | Russia      | 148   |
| 4 | Azerbaigian | 103   |
| 5 | Svezia      | 100   |

| # | Stato      | Punti |
| - | ---------- | ----- |
| 1 | Romania    | 182   |
| 2 | Portogallo | 100   |
| 3 | Ucraina    | 83    |
| 4 | Russia     | 79    |
| 5 | Italia     | 75    |

| # | Stato       | Punti |
| - | ----------- | ----- |
| 1 | Ucraina     | 290   |
| 2 | Romania     | 267   |
| 2 | Russia      | 267   |
| 4 | Azerbaigian | 179   |
| 5 | Svezia      | 141   |

| # | Stato      | Punti |
| - | ---------- | ----- |
| 1 | Romania    | 294   |
| 2 | Portogallo | 190   |
| 3 | Russia     | 185   |
| 4 | Italia     | 159   |
| 5 | Ucraina    | 149   |